# Lophuromys
A Lophuromys az emlősök (Mammalia) osztályának a rágcsálók (Rodentia) rendjébe, ezen belül az egérfélék (Muridae) családjába tartozó nem.

## Rendszerezés
A nembe az alábbi 2 alnem és 21 faj tartozik:
- Kivumys Dieterlen, 1987
  - Lophuromys luteogaster Hatt, 1934
  - Lophuromys medicaudatus Dieterlen, 1975
  - Lophuromys woosnami Thomas, 1906
- Lophuromys Peters, 1874
  - Lophuromys angolensis W. Verheyen, Dierckx, & Hulselmans, 2000
  - Lophuromys ansorgei De Winton, 1896
  - Lophuromys aquilus True, 1892
  - Lophuromys brevicaudus Osgood, 1936
  - Lophuromys brunneus Thomas, 1906
  - Lophuromys chrysopus Osgood, 1936
  - Lophuromys dieterleni W. Verheyen, Hulselmans, Colyn, & Hutterer, 1997
  - Lophuromys dudui W. Verheyen, Hulselmans, Dierckx, & E. Verheyen, 2002
  - Lophuromys eisentrauti Dieterlen, 1978
  - Lophuromys flavopunctatus Thomas, 1888
  - Lophuromys huttereri W. Verheyen, Colyn, & Hulselmans, 1996
  - Lophuromys melanonyx F. Petter, 1972
  - Lophuromys nudicaudus Heller, 1911
  - Lophuromys rahmi Verheyen, 1964
  - Lophuromys roseveari W. Verheyen, Hulselmans, Colyn, & Hutterer, 1997
  - Lophuromys sikapusi Temminck, 1853 - típusfaj
  - Lophuromys verhageni W. Verheyen, Hulselmans, Dierckx, & E. Verheyen, 2002
  - Lophuromys zena Dollman, 1909